# Ciężarówką przez Stany
Ciężarówką przez Stany to polski serial podróżniczo-dokumentalny wyprodukowany przez Discovery Channel Poland, dystrybuowany przez Discovery Channel Poland i TVN. Prowadzony jest przez Dawida Andresa. Serial przedstawia podróże Andresa przez Stany Zjednoczone w jego ciągniku siodłowym. Miał premierę 1 stycznia 2017, natomiast ostatni odcinek wyemitowano 15 grudnia 2022. Łącznie miał 5 sezonów i 46 odcinków.

## Fabuła
Serial przedstawia podróże Dawida Andresa, podróżnika i kierowcy ciągnika siodłowego, poprzez Stany Zjednoczone, dostarczając ładunki.

## Przegląd sezonów

### Seria główna
| Sezon | Odcinki | Rok premiery |
| ----- | ------- | ------------ |
| 1     | 8       | 2017         |
| 2     | 10      | 2018         |
| 3     | 10      | 2018         |
| 4     | 9       | 2021         |
| 5     | 9       | 2022         |

### Spin-offy
| Nr | Tytuł                      | Odcinki | Rok premiery |
| -- | -------------------------- | ------- | ------------ |
| 1. | Ciężarówką przez Wietnam   | 9       | 2019         |
| 2. | Ciężarówką przez Indonezję | 9       | 2019         |
| 3. | Ciężarówką przez Route 66  | 7       | 2019         |
| 4. | Ciężarówką przez Afrykę    | 9       | 2020         |
| 5. | Ciężarówką przez RPA       | 9       | 2023         |
| 6. | Ciężarówką przez Australię | 9       | 2024         |
| 7. | Ciężarówką przez Indie     | 8       | 2025         |